# Hauptpost (Basel)

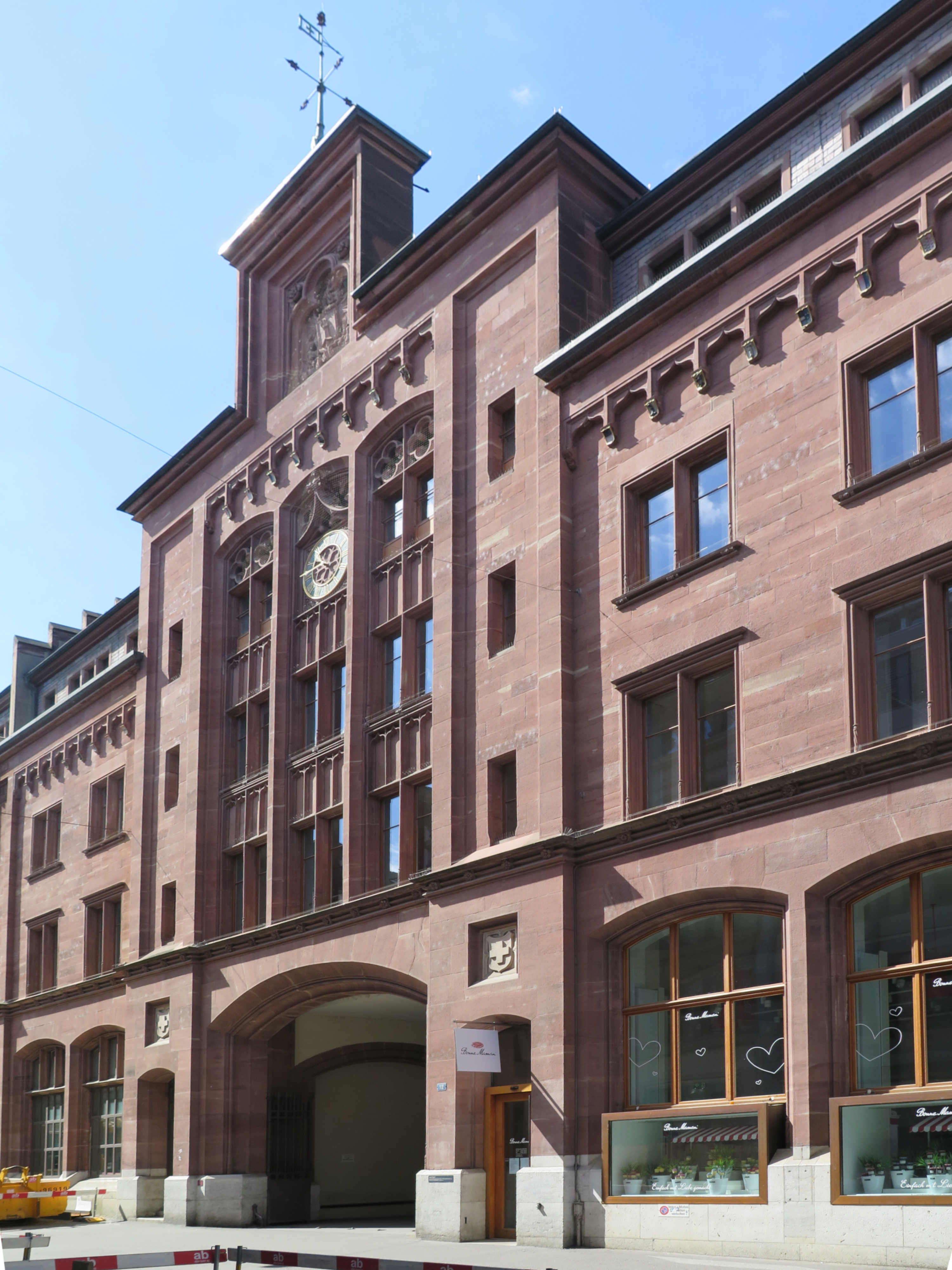
Die Hauptpost von 1853 an der Freien Strasse 12

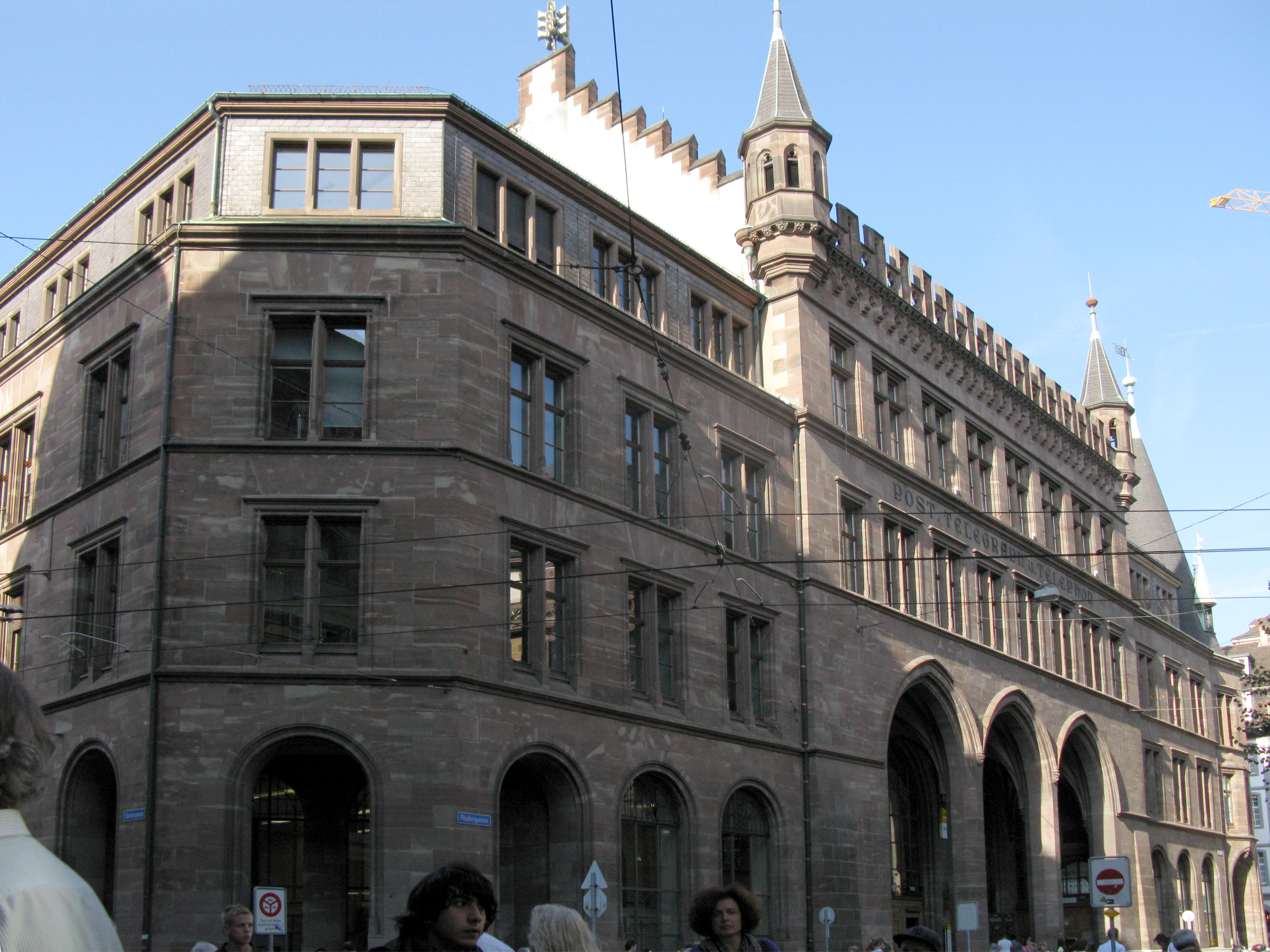
Heutiges Postgebäude von der Ecke Gerbergasse gesehen

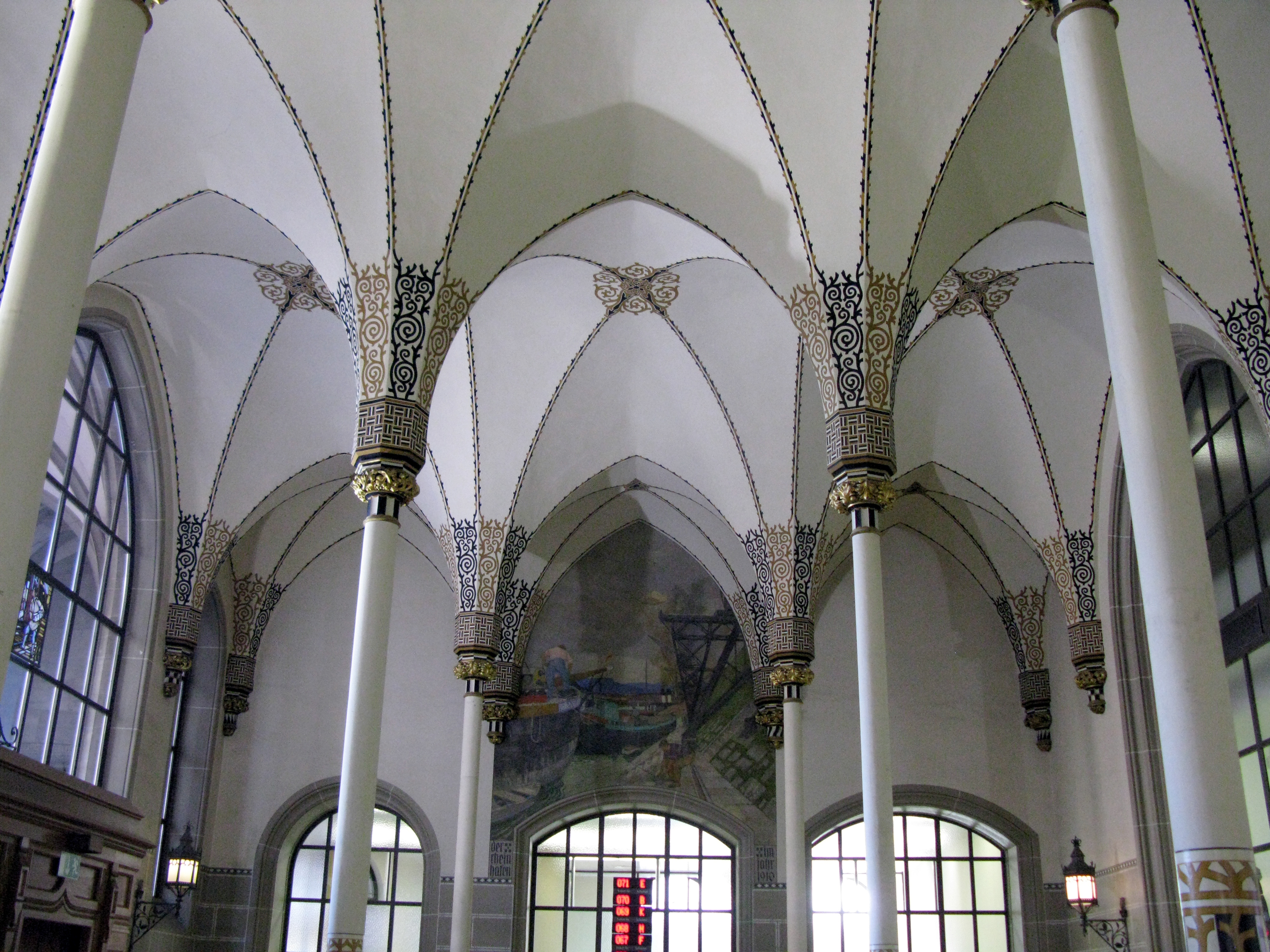
Schalterhalle

Die Basler Hauptpost ist ein Gebäude aus Sandstein in der Altstadt von Grossbasel. Der Bau befindet sich an der Rüdengasse und wird flankiert von der Freien Strasse und der Gerbergasse.

## Geschichte
Das Gebäude der Basler Hauptpost wurde an Stelle des 1376 bis 1378 errichteten Kaufhauses von Johann Jakob Stehlin dem Jüngeren im Jahre 1853 an der Freien Strasse 12 errichtet. Vom Vorgängerbau übernommen und in die Durchfahrt zur Gerbergasse eingefügt wurde der Torbogen, welcher dem Baumeister Daniel Heintz zugeordnet wird. 1881 wurde das Gebäude unter der Leitung des Wiener Dombaumeisters Friedrich von Schmidt bis an die Rüdengasse erweitert. Damals entstand die grosse neogotische, von Gusseisensäulen gestützte Schalterhalle. 1886–1888 wurden am Börsensaaltrakt gegen die Gerbergasse Bildnismedaillons von Personen der Wissenschaft und Technik (Rowland Hill, Heinrich von Stephan, Samuel F. B. Morse, Alessandro Volta, George Stephenson, Louis Favre, Joseph Munzinger, Johann Heinrich Speiser, Wilhelm Eduard Weber, Daniel Bernoulli) angebracht, die von Achilles Schlöth geschaffen wurden. Anlässlich eines Umbaus schuf Burkhard Mangold im vordersten Teil der Schalterhalle 1909/1910 die Wandgemälde Rheinhafen und Posthof sowie die Glasbilder Briefträger, Bahnpost und Pferdepost. 1931 kam ein weiteres Fenster desselben Künstlers mit der Darstellung eines Postautos dazu. 1929 wurde die Schalterhalle in das Innere des Gebäudes erweitert. Der Künstler Coghuf konnte 1931 bis 1934 eine Arbeiterdarstellung unter dem Titel Bewegung realisieren, die bis 1956 die Rückwand der Halle zum Posthof hin zierte. Für die im Zug einer mehrstöckigen Hofüberbauung geschlossene Wand wurde erneut ein Wettbewerb ausgeschrieben, den Judith Müller gewann. Sie führte 1960 das Gemälde Ursulalegende respektive Elftausend Jungfrauen aus, das die Durchfahrt der später heiliggesprochenen bretonischen Prinzessin und Märtyrerin Ursula in Basel im 4. Jahrhundert n. Chr. thematisiert. Eine Sanierung und teilweise Rückführung der Schalterhalle in den Zustand von 1910 in den Jahren 1971 bis 1977 führte zur erneuten Errichtung einer Schalterwand, die dieses Gemälde den Blicken der Postkunden seither weitgehend entzieht.

### Schliessung und Sanierung
Ende 2016 kündigte die Post wegen geringer Nutzung und eines hohen Defizits die Schliessung der Hauptpost an. Der letzte Öffnungstag war der 12. November 2021. Vergeblich hatte die Basler Regierung versucht die Schliessung zu verhindern. Die Post liess damals verlauten, die AXA Anlagestiftung als Eigentümerin der Liegenschaft werde das Gebäude umfassend sanieren. Mit der Neugestaltung wurde das Architekturbüro Herzog & de Meuron beauftragt, das an dem Erscheinungsbild des denkmalgeschützten Baus keine wesentlichen Veränderungen vornehmen will. Erste Rückbauarbeiten sollten im Sommer 2022 beginnen, die eigentlichen Sanierungsarbeiten Ende 2022. Ihr Abschluss soll voraussichtlich bis 2024 erfolgen.[veraltet] Im Jahr 2022 wurde die Postfachanlage geschlossen. Die Post fand am Rümelinplatz 1, im Erdgeschoss, geeignete Räumlichkeiten um eine Postfachanlage entsprechend derjenigen der Hauptpost einbauen zu können. Am 24. Oktober 2022 konnte die Anlage eröffnet werden. Gleichzeitig war ein Postomat und ein Briefeinwurf installiert. Für Geschäftskunden ist ein bedienter Schalter vorhanden an dem Spezialsendungen abgeholt werden können.
Bis Anfang 2023 war ein Pop-up-Store eingemietet. Dieser wechselte sein Domizil von der Hauptpost ins Gübelin-Haus an der Freien Strasse, wo am 13. Januar 2023 Eröffnet werden konnte.